# Saint-Quentin-des-Prés
Saint-Quentin-des-Prés è un comune francese di 292 abitanti situato nel dipartimento dell'Oise della regione dell'Alta Francia.

## Società

### Evoluzione demografica
Abitanti censiti